# Atletismo nos Jogos Pan-Americanos de 1995 - 100 m masculino
As provas dos 100 m rasos masculino nos Jogos Pan-Americanos de 1995 foram realizadas em 17 e 18 de março, no Estádio Atlético "Justo Roman". 

## Medalhistas
| Ouro                       | Prata               | Bronze                    |
| Glenroy Gilbert CAN Canadá | Joel Isasi CUB Cuba | André da Silva BRA Brasil |

## Resultados

### Eliminatórias
Vento: Eliminatória 1 +2.8 m/s; Eliminatória 2 +3.1 m/s
| Posição | Eliminatória | Nome              | Nacionalidade      | Tempo | Notas |
| ------- | ------------ | ----------------- | ------------------ | ----- | ----- |
| 1       | 2            | Vincent Henderson | USA Estados Unidos | 10.04 | Q     |
| 2       | 1            | André Domingos    | BRA Brasil         | 10.10 | Q     |
| 3       | 2            | Arnaldo da Silva  | BRA Brasil         | 10.16 | Q     |
| 4       | 2            | Leonardo Prevot   | CUB Cuba           | 10.18 | Q     |
| ?       | 2            | Jaime Barragan    | MEX México         | 10.30 | Q     |

### Final
Vento: +3.4 m/s
| Posição           | Nome              | Nacionalidade      | Tempo | Notas |
| ----------------- | ----------------- | ------------------ | ----- | ----- |
| Medalha de ouro   | Glenroy Gilbert   | CAN Canadá         | 10.21 |       |
| Medalha de prata  | Joel Isasi        | CUB Cuba           | 10.23 |       |
| Medalha de bronze | André Domingos    | BRA Brasil         | 10.23 |       |
| 4                 | Vincent Henderson | USA Estados Unidos | 10.25 |       |
| 5                 | Leonardo Prevot   | CUB Cuba           | 10.36 |       |
| 6                 | Arnaldo da Silva  | BRA Brasil         | 10.44 |       |
| 7                 | Carlos Gats       | ARG Argentina      | 10.44 |       |
| 8                 | Jaime Barragán    | MEX México         | 10.57 |       |